# Auchenipteridae

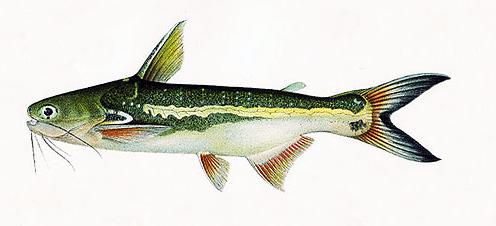
Trachelyopterus galeatus.

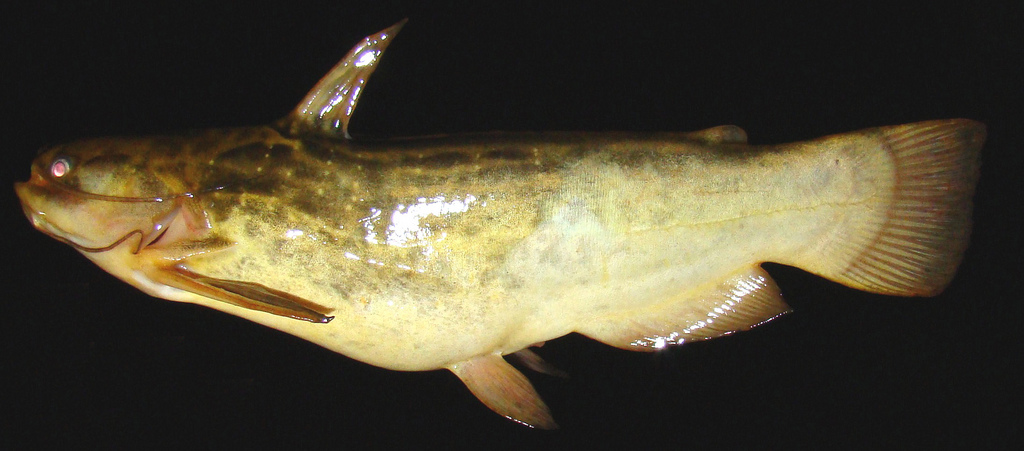
Trachelyopterus lucenai.

Auchenipteridae es una familia de peces de agua dulce o salobre, incluida en el orden Siluriformes, distribuidos por ríos y lagos americanos desde Panamá hasta Argentina.
Su nombre procede del griego: auchen (cuello) + pteryx, -igos (aleta), por su característica aleta en esta posición adelantada.

## Morfología
Tienen la piel desnuda sin escamas; casi todas las especies presentan tres pares de bigotes iguales alrededor de la boca, aunque en alguna especie los del maxilar superior son mucho más largos; las aletas dorsal y pectorales presentan una espina fuerte; pueden presentar o no una aleta adiposa.

## Hábitat
Se alimentan de forma similar a otras familias del orden de los bagres. La mayoría viven en agua dulce, aunque la especie Pseudauchenipterus nodosus penetra en las aguas salobres de los estuarios.

## Géneros
Existen más de 100 especies válidas, agrupadas en los siguientes 25 géneros:
- Subfamilia Auchenipterinae Bleeker, 1862:
  - Ageneiosus (Lacepède, 1803)
  - Asterophysus (Kner, 1858)
  - Auchenipterichthys (Bleeker, 1862)
  - Auchenipterus (Valenciennes, 1840)
  - Entomocorus (Eigenmann, 1917)
  - Epapterus (Cope, 1878)
  - Liosomadoras (Fowler, 1940)
  - Pseudauchenipterus (Bleeker, 1862)
  - Pseudepapterus (Steindachner, 1915)
  - Pseudotatia (Mees, 1974)
  - Spinipterus Akama y Ferraris 2011
  - Tetranematichthys (Bleeker, 1858)
  - Tocantinsia (Mees, 1974)
  - Trachelyichthys (Mees, 1974)
  - Trachelyopterichthys (Bleeker, 1862)
  - Trachelyopterus (Valenciennes, 1840)
  - Trachycorystes (Bleeker, 1858)
  - Tympanopleura C. H. Eigenmann, 1912
- Subfamilia Centromochlinae Bleeker, 1862:
  - Centromochlus (Kner, 1858)
  - Duringlanis Grant 2015
  - Ferrarissoaresia Grant 2015
  - Gelanoglanis (Böhlke, 1980)
  - Gephyromochlus Hoedeman 1961
  - Glanidium (Lütken, 1874)
  - Tatia (Miranda Ribeiro, 1911)